# Bobo Sports
Le Bobo Sports est un club  burkinabé de football basé à Bobo-Dioulasso, fondé en 1947.